# Bédes
Le Bédes (ou Bédés) est un cours d'eau de France, affluent de la Mare.

## Géographie
Le Bédes prend sa source sur la commune de Saint-Gervais-sur-Mare dans l'Hérault.
Long de 4 kilomètres, il se jette dans la Mare toujours à Saint-Gervais-sur-Mare.